# ジョン・メルチャー
ジョン・デヴィッド・メルチャー(英語: John David Melcher, 1924年9月6日 - 2018年4月12日)は、アメリカ合衆国の政治家、獣医師。所属政党は民主党。連邦上院議員、連邦下院議員を務めた。

## 経歴・人物
父方の祖父母がドイツ人で、メルヒャーはアイオワ州スーシティで生まれたメルヒャー。ミネソタ大学ツインシティー校で教育を受けた後、アメリカ陸軍に入隊した。第二次世界大戦中は第76歩兵師団としてヨーロッパのノルマンディー上陸作戦に参加した。ドイツで負傷し、パープルハート、戦闘歩兵記章、ブロンズスターを授与された。
1945年にルース・クラインと結婚。6人の子供に恵まれた。
メルチャーは1950年にアイオワ州立大学を卒業した。その後、モンタナ州フォーサイスで動物病院を設立した。

### 政治家として
メルチャーはフォーサイス市議会議員を務めた後、1955年からフォーサイス市の市長を3期務めた。1960年にはモンタナ州下院議員（ローズバッド郡選出）、1962年にはモンタナ州上院議員に選出された。
1969年、共和党現職のジェームズ・バッティンが連邦地裁判事に任命されるため、下院議員を辞職した。6月24日に特別選挙が行われ、メルチャーが当選を果たし、バッティンの残りの任期を引き継いだ。1969年6月24日から1977年1月3日まで4期の下院議員の任期を務めた後、1976年には引退するマイク・マンスフィールド上院議員の後任として上院議員に選出された。
1982年選挙では共和党のラリー・R・ウィリアムズを破り、再選を果たした。共和党系の政治団体「全国保守政治活動委員会（NCPAC）」はメルチャーを標的にしており、「(メルチャーは)モンタナにしてはリベラルすぎる」と表現するプロパガンダキャンペーンを大々的に行った。これを受けたメルチャー陣営は、お金の詰まったブリーフケースを持った「よそ者」が登場した後、数頭の牛がレースへの介入を非難する会話をするという政治広告を打ち、豊富な資金力を使ってモンタナ州で政治的キャンペーンを行うNCPACを暗に批判した。
1988年にも上院議員選挙に出馬したが、共和党のコンラッド・バーンズに敗れた。のちに、メルチャーは、選挙活動に時間をかけられなかったことが同選挙での敗因だとしている。メルチャーが共同提案した原生地域管理法案は、1988年の選挙の数日前にロナルド・レーガン大統領によって拒否権が発動された。その後、1994年の上院議員選挙にも立候補したが、予備選挙でジャック・マッドに敗れた。

### 政界引退後
メルヒャーはアメリカ獣医師会など複数の組織のロビイストとして活動した。
2018年4月12日、メルヒャーはモンタナ州ミズーラで93歳で死去した。

## 政治的立場
メルチャーは、環境問題に関してはおおむねリベラルな考えを持っていた。1977年には、石炭の露天採掘を規制するSurface Mining Control and Reclamation Actの共同提案者となった。
1984年、霊長類研究における心理的幸福の保護を義務付ける動物福祉法の改正を担当した。この法案はジェーン・グドールにも評価され、1987年に動物福祉協会のシュバイツァー・メダルをグドールが受賞した際にはプレゼンターとして登場した。